# Eureka Mill
Eureka Mill est une census-designated place située dans le comté de Chester, dans l’État de Caroline du Sud, aux États-Unis. Lors du recensement de 2020, elle comptait 1 420 habitants.